# 가미이소군

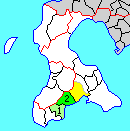
가미이소 군의 위치

가미이소군(일본어: 上磯郡)은 일본 홋카이도 오시마반도 서남부에 위치하는의 군이다.
인구 7,293명, 면적 418.62km², 인구밀도 17.4명/km².(2025년 2월 28일, 주민기본대장인구)
이하 2정으로 구성된다.
- 기코나이정(木古内町)
- 시리우치정(知内町)

## 역사
에도 시대에 가미이소 군역은 일본인의 거주지였다. 가미이소 군은 원래 마쓰마에 번령이었지만, 에도시대 후기에 가미이소 군역을 포함한 오시마 국역이 천령이 되었다. 1869년 8월 15일에 가미이소 군이 놓여졌고 홋카이도 오시마국에 포함되었다. 1882년 2월 8일, 폐사치현에 따라 하코다테 현의 소관이 되었다.
- 2006년 2월 1일 - 가미이소 정이 가메다 군 오노 정과 합병해, 호쿠토시가 성립, 군에서 이탈했다.